# Сірий горб

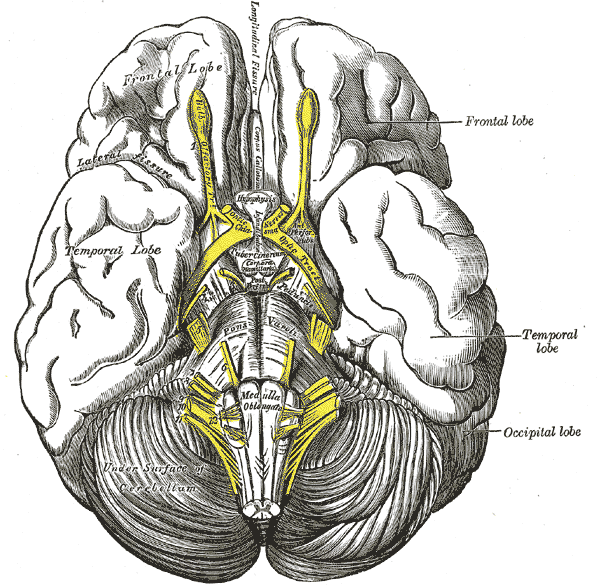
Сірий горб (tuber cinereum) над сосочковими тілами (corpora mamillaria)

Сірий горб (лат. tuber cinereum), також сірий бугор — ділянка гіпоталамуса, яка утворює порожнистий виступ нижньої стінки третього шлуночка, розташований попереду сосочкових тіл і з'єднується за допомогою лійки (infundibulum) з гіпофізом.

## Структура і функції
У сірому горбі залягають сірогорбові ядра:
- Горбове ядро (nucleus tuberalis)
- Горбососочкове ядро (nucleus tuberomamillaris)[2]

Ці ядра функціонально відносяться до вищих вегетативних центрів і впливають на обмін речовин та терморегуляцію.

### Горбососочкове ядро
Горбососочкове ядро є єдиним джерелом гістаміну в мозку.

## Додаткові зображення

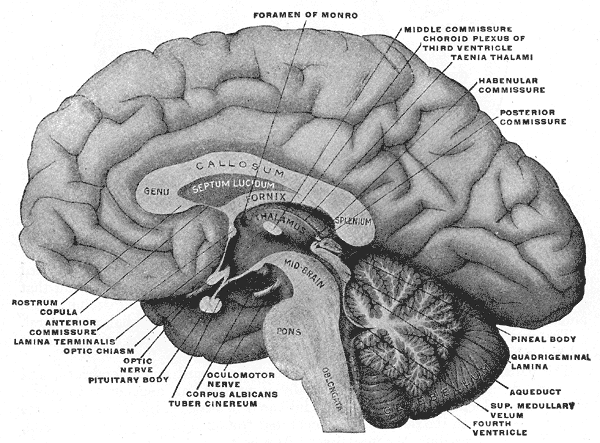
Головний мозок на серединному поздовжньому розрізі.
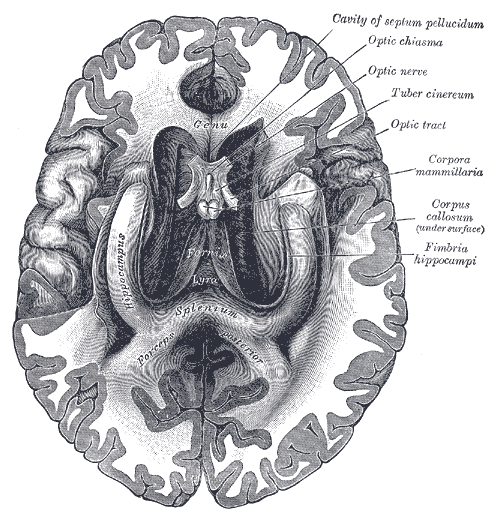
Звід і мозолисте тіло знизу.